# Zonda (departamento)
Zonda é um departamento da Argentina, localizado na 
província de San Juan.